# Нуртас, Кайрат
Кайра́т Нурта́с (каз. Қайрат Нұртас / Qairat Nūrtas; настоящее имя — Кайра́т Нурта́сович Айдарбе́ков (каз. Қайрат Нұртасұлы Айдарбеков / Qairat Nūrtasūly Aidarbekov); род. 25 февраля 1989, Туркестан, Чимкентская область, Казахская ССР, СССР) — казахский эстрадный певец и актёр. Лауреат государственной премии «Дарын» (2016).

## Биография
Происходит из подрода жаугашты рода конырат.
Дебютировал на эстраде в десятилетнем возрасте в Байконуре. В 2005 году стал студентом эстрадного циркового колледжа. В 25 февраля 2008 года во Дворце Республики г. Алма-Аты прошёл первый сольный концерт музыканта. В этом же году Кайрат Нуртас и его мать Гульзира Айдарбекова, являющая спонсором и продюсером сына, основали продюсерский центр «Kairat Nurtas Production». Исполняет песни Шамши Калдаякова, Асета Бейсеуова, Ержана Серикбаева. В 2011 году участвовал в конкурсе «Екі жұлдыз», организованном Национальным телеканалом Казахстана. В 25 февраля 2012 года был презентован собственный журнал «KN».
9 апреля 2013 года состоялась премьера художественного фильма «Сожаление» (каз. Өкініш) — мелодраматической истории о жизни певца, с участием его самого, его родственников и ряда профессиональных певцов и актёров. В официальный прокат картина вышла 11 апреля; за первый уик-энд сборы в кинотеатрах составили 34 831 670 тенге (232 211 долл.). Лента вышла на 46 копиях, что для фильмов казахстанского производства считается рекордным тиражом. Всего в прокате картина была семь недель и за это время собрала 95 миллионов тенге (628 751 долл.) при бюджете фильма в полмиллиона долларов США.
31 августа 2013 года выступление Кайрата Нуртаса в Алма-Ате на бесплатном концерте в торговом центре «Прайм Плаза» закончилось масштабными беспорядками. При появлении певца на сцене зрители прорвали несколько кордонов безопасности и практически добрались до сцены, вследствие чего Нуртас прекратил выступление. После этого началась массовая драка с уничтожением аппаратуры, поджогом полицейской патрульной машины, повреждениями пожарных машин и причинением телесных повреждений 16 гражданам. Также ранения получили полицейские. Из примерно двух тысяч зрителей было задержано 165 человек, а на руководство «Прайм Плаза» было заведено уголовное дело, поскольку площадка торгового центра не отвечала требованиям безопасности для проведения концертов. Ущерб, нанесённый торгово-развлекательному центру, оценивается в 30 миллионов тенге. Через три недели после случившегося Кайрат Нуртас встретился с акимом Алма-Аты Ахметжаном Есимовым и принёс ему извинения за произошедшие события.
По итогам 2013 года Кайрат Нуртас возглавил рейтинг самых востребованных звёзд казахстанского шоу-бизнеса по версии «Форбс-Казахстан» и телеканала MuzZone; его доход за прошедший год был оценён в 2,04 миллиона долларов, что почти на треть выше, чем у занявшего вторую строчку боксёра Геннадия Головкина.
В 2014 году Кайрат Нуртас занял второе место в рейтинге «ТОП 25 казахстанского шоу-бизнеса и спорта» журнала «Форбс-Казахстан».
3 июля 2015 года вступил в партию «Нур Отан».
В 2015 году принял участие в вечере (каз. «Қызыл гүлім-ай») в живом голосе оркестром национальных инструментов.
Впервые в Астане на специальной премии «Гравитация» канала «МУЗТВ» в результате народного голосования стал лучшим Казахстанским певцом.
В 2018 году преподаватель Евразийского национального университета имени Л. Н. Гумилёва Мырзантай Жакып обвинил Кайрата Нуртаса, а также ряд других казахстанских артистов, в покупке образовательного магистерского гранта. По словам преподавателя, за два года он ни разу не видел Нуртаса Кайрата на своих лекциях, но от руководства вуза поступали распоряжения ставить певцам хорошие оценки. Кайрат Нуртас отказался комментировать это заявление преподавателя.
По результатам ЕMA-2020 года занял первое место в рейтинге «Лучший казахстанский исполнитель». Его доход составил $2,5 млн..
В 2020 году стал почётным гражданином Шымкента.

## Бизнес
- Сеть ресторанов Auz-T[18][19][20][21][22].
- Сеть брендовых магазинов одежды Kairat Nurtas[23].
- Музыкальный лейбл KN Production[24].
- Парфюм My Universe[25].
- KN Vocal — школа по вокалу и хореографии[26].
- KN Media — фото- и видеостудия.
- KN Event — организация мероприятий.
- KN Beauty — косметология.

## Личная жизнь
Отец — Нуртас Айдарбеков, мать — Гульзира Айдарбекова (род. 1968, девичья фамилия Дарибаева); есть младшие братья Аян и Зангар.
С 2008 года женат на Жулдыз Абдукаримовой (род. 14 апреля 1988 года), в браке с которой родились четверо детей: дочери Алау и Сезим, сыновья Нарул и Хан.

## Дискография
- Жаным[29]

## Премии и награды
- Государственная молодёжная премия Правительства Республики Казахстан «Дарын» в номинации «Эстрада» (2016)[30]
- Указом Президента Республики Казахстан от 5 декабря 2016 года награждён орденом «Курмет» (14 декабря 2016 года)
- нагрудный знак «Отличник службы Национальной гвардии» I степени (каз. Ұлттық Ұлан қызметінің үздігі) (2017)[31]
- В 2013 году попал в номинацию «Лучший исполнитель» II Евразийской музыкальной премии, но победителем был выбран Али Окапов[32]. А вот на следующий год на церемонии вручения III Евразийской музыкальной премии, Кайрат Нуртас стал-таки победителем в этой номинации[33]. В 2015 году Кайрат Нуртас стал обладателем Премии Муз-ТВ в категории «Лучший артист года Казахстана». В сентябре 2016 года стал лауреатом Евразийской музыкальной премии «ЕМА-2016» в категории «Лучшее концертное шоу».
- Почётный гражданин города Шымкента (20 июня 2019 года)[34][35]

## Фильмография
1. Арман. Когда ангелы спят[36]
2. Окиниш
3. Сулу Бойжеткен
4. Зеркала
5. ТойХана